# Pascal Eito

a Compétitions nationales et continentales officielles uniquement.

b Matchs officiels uniquement.
Pascal Eito, né le 21 juin 1929 à Mauléon-Licharre et mort le 4 avril 1982 à Villeneuve-sur-Lot, est un joueur de rugby à XV et de rugby à XIII.
Il effectue toute sa carrière au Villeneuve-sur-Lot y remportant de nombreux succès avec un titre de Championnat de France en 1959 ainsi qu'en Coupe de France en 1958. Fort de ses performances en club, il est sélectionné à deux reprises en équipe de France entre 1955 et 1956.

## Biographie
Pascal Eito commence sa carrière au rugby à XV au sein du SA Mauléon quand il choisit de rejoindre le rugby à XIII en signant pour l'US Villeneuve en été 1951. Il est alors radié des contrôles du rugby à XV pour avoir adhéré au rugby à XIII.

## Palmarès
- Collectif :
  - Vainqueur du Championnat de France : 1959 (Villeneuve-sur-Lot).
  - Vainqueur de la Coupe de France : 1958 (Villeneuve-sur-Lot).
  - Finaliste de la Coupe de France : 1953 (Villeneuve-sur-Lot).

### Détails en sélection
| 1. | 11 décembre 1955 | Grande-Bretagne | 17-5 |                | Demi de mêlée | 8 | 0 | 4 | - |
| 2. | 10 mai 1956      | Angleterre      | 23-9 | Coupe d'Europe | Demi de mêlée | 0 | 0 | 0 | - |